# Joginder Singh (rallyrijder)
Sardar Joginder Singh Bhachu (Kericho, 9 februari 1932 – Londen, 20 oktober 2013) was een Keniaans rallyrijder. Hij was een specialist in langeafstandswedstrijden, waaronder de Safari Rally in zijn thuisland Kenia, een evenement die hij drie keer won.

## Carrière

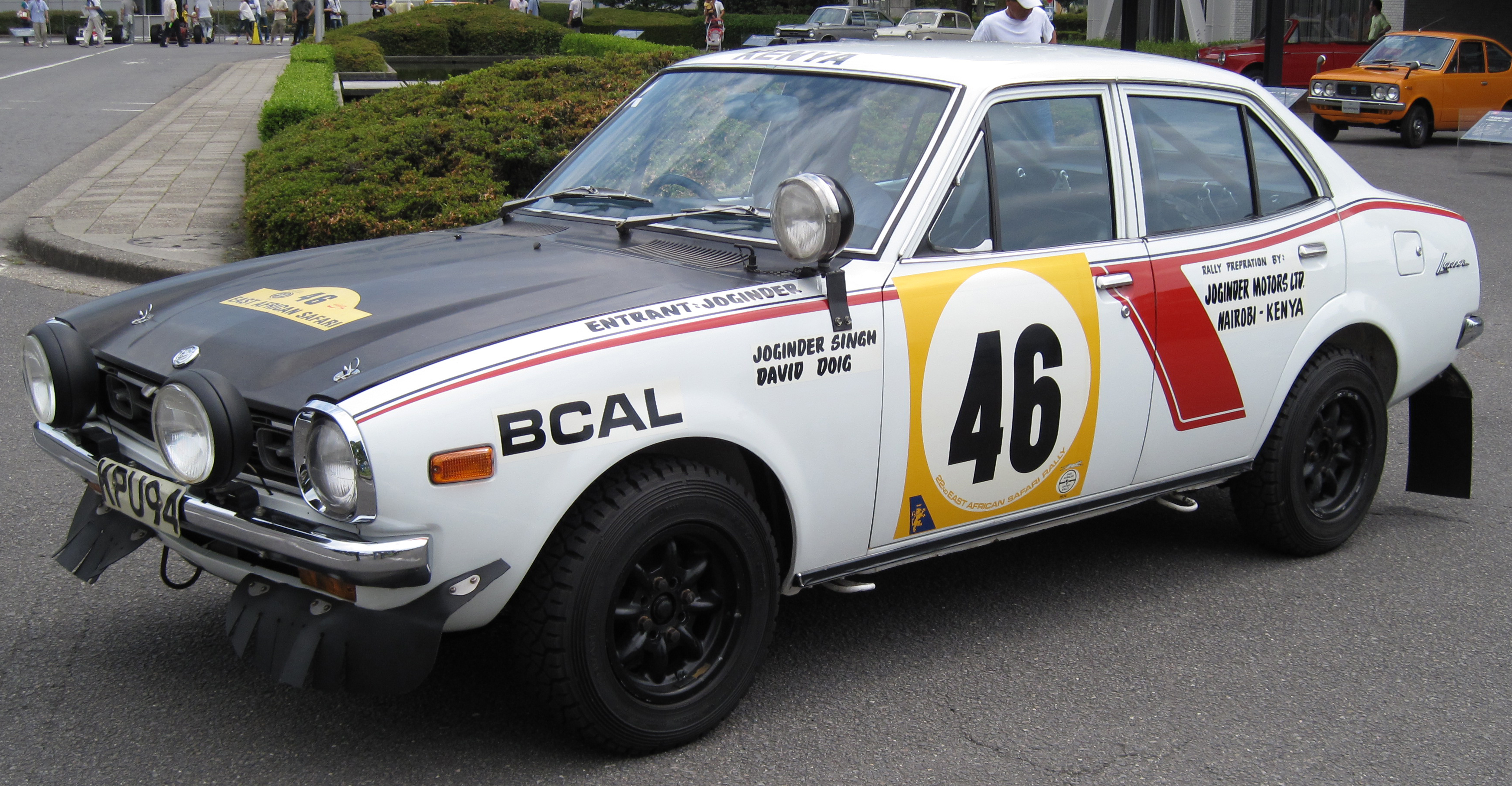
De Mitsubishi Lancer waarmee Singh de Safari Rally in 1974 won

Joginder Singh kwam in aanraking met auto's toen hij werkzaam was in de garage van zijn vader. Daarna was hij enige tijd monteur, en zou pas op 26-jarige leeftijd zijn competitieve debuut maken in de rallysport, in 1958. Hij werd de eerste Afrikaanse rijder die een internationale rally wist te winnen en was ook de eerste die de Safari Rally drie keer op zijn naam schreef. Dit deed hij in 1965 voor het eerst achter het stuur van een Volvo PV544. Later won hij de rally ook nog eens tweemaal toen het inmiddels een ronde was van het Wereldkampioenschap rally, in 1974 en 1976, beide jaren in een semi-fabrieks Mitsubishi Colt Lancer. Alhoewel landgenoot Shekhar Mehta de meeste overwinningen in het evenement heeft gepakt, is Singh nog steeds recordhouder door in 22 pogingen in 19 gevallen de finish te bereiken in een evenement dat wordt gezien als een van de zwaarste ter wereld. Daarnaast won hij meer dan zestig rally's in het Afrikaans rallykampioenschap.
Singh werd twee keer benoemd tot Keniaans motorsportman van het jaar, in 1970 en 1976. Hij was lange tijd woonachtig in Groot-Brittannië, maar verhuisde later naar Canada. Hij was aanwezig tijdens de openingsceromonie van de 50e editie van de Safari Rally in 2002, en zat in 2007 in de organisatie van de East African Safari Rally (classic), een historische herleving van het evenement.
Singh overleed aan een hartaanval tijdens een bezoek aan Londen op 20 oktober 2013, op 81-jarige leeftijd.

## Complete resultaten in het Wereldkampioenschap rally

### Overwinningen
| Nr. | Seizoen | Rally             | Navigator  | Auto                            |
| --- | ------- | ----------------- | ---------- | ------------------------------- |
| 1   | 1974    | 22nd Safari Rally | David Doig | Mitsubishi Colt Lancer          |
| 2   | 1976    | 24th Safari Rally | David Doig | Mitsubishi Colt Lancer 1600 GSR |

### Overzicht van deelnames
| Seizoen | Inschrijving                         | Auto                            | 1   | 2     | 3      | 4      | 5   | 6   | 7   | 8   | 9   | 10  | 11  | 12  | 13  | Pos. | Punten |
| ------- | ------------------------------------ | ------------------------------- | --- | ----- | ------ | ------ | --- | --- | --- | --- | --- | --- | --- | --- | --- | ---- | ------ |
| 1973    | Joginder Singh                       | Mitsubishi Galant               | MON | ZWE   | POR    | KEN 11 | MAR | GRI | POL | FIN | OOS | ITA | VST | GBR | FRA | -    | -      |
| 1974    | Joginder Singh                       | Mitsubishi Colt Lancer          | POR | KEN 1 | FIN    | ITA    | CAN | VST | GBR | FRA |     |     |     |     |     | -    | -      |
| 1975    | Joginder Singh                       | Mitsubishi Colt Lancer          | MON | ZWE   | KEN NF | GRI    | MAR | POR | FIN | ITA | FRA | GBR |     |     |     | -    | -      |
| 1976    | Joginder Singh                       | Mitsubishi Colt Lancer 1600 GSR | MON | ZWE   | POR    | KEN 1  | GRI | MAR | FIN | ITA | FRA | GBR |     |     |     | -    | -      |
| 1977    | Joginder Singh                       | Mitsubishi Colt Lancer 1600 GSR | MON | ZWE   | POR    | KEN 5  | NZL | GRI | FIN | CAN | ITA | FRA | GBR |     |     | -    | -      |
| 1978    | Daimler-Benz                         | Mercedes 280 E                  | MON | ZWE   | POR    | KEN NF | GRI | FIN | CAN | ITA | IVK | FRA | GBR |     |     | -    | -      |
| 1979    | American Sports Sales / Daimler-Benz | Mercedes 280 E                  | MON | ZWE   | POR    | KEN 11 | GRI | NZL | FIN | ITA | CAN | FRA | GBR | IVK |     | -    | 0      |
| 1980    | American Sports Sales / Daimler-Benz | Mercedes 450 SLC 5.0            | MON | ZWE   | POR    | KEN 14 | GRI | ARG | FIN | NZL | ITA | FRA | GBR | IVK |     | -    | 0      |

##### Noot
- Het concept van het Wereldkampioenschap rally tussen 1973 en 1976, hield in dat er enkel een kampioenschap open stond voor constructeurs.
- In de seizoenen 1977 en 1978 werd de FIA Cup for Drivers georganiseerd. Hierin meegerekend alle WK-evenementen, plus tien evenementen buiten het WK om.